# Aleksa Palladino
Aleksa Palladino (New York, 21 settembre 1980) è un'attrice e cantante statunitense.

## Biografia
Aleksa è nata a New York, dove è cresciuta e ha lavorato come attrice. Il suo ruolo di debutto fu quello di Lo in Manny & Lo, dove recitò assieme a Scarlett Johansson. La parte ricoperta era quella di una ragazza sedicenne. L'anno successivo ebbe un ruolo da protagonista in Number One Fan con Glenn Fitzgerald, e presto apparve in Wrestling with Alligators con Joely Richardson, in The Adventures of Sebastian Cole con Adrien Grenier, e in Second Skin di nuovo con la Fitzgerald.
Nel 2000 seguirono il film indipendente Lonesome e Storytelling, quest'ultimo al fianco di Selma Blair. Nel frattempo era apparsa anche in Law & Order: Criminal Intent, I Soprano (dove ebbe il ruolo di due personaggi differenti) e Law & Order - I due volti della giustizia. Nel 2003 la Palladino si trasferì a Los Angeles, dove sposò Devon Church conosciuto sulla Mulholland Drive, e cominciò a comporre musica col marito nella band Exitmusic, band che lanciò un album di debutto nell'autunno del 2007.
Nel 2004 Aleksa ritornò a recitare con una breve apparizione in Medium, seguita dal ruolo di protagonista in Spectropia e un altro minore in Prova a incastrarmi con Vin Diesel. Successivamente, il regista Sidney Lumet le offrì il ruolo di Chris Lasorda in Onora il padre e la madre, che lei accettò. Recitò in The Picture of Dorian Gray, basato sul romanzo di Oscar Wilde, a cui seguì un ruolo nel sequel di Wrong Turn (con Eliza Dushku e Desmond Harrington), intitolato Wrong Turn 2 - Senza via di uscita. Nel 2010 ha preso parte alla serie TV Boardwalk Empire - L'impero del crimine.

## Filmografia

### Cinema
- Manny & Lo, regia di Lisa Krueger (1996)
- Number One Fan, regia di Amy Talkington (1997)
- Wrestling with Alligators, regia di Laurie Weltz (1998)
- The Adventures of Sebastian Cole, regia di Todd Williams (1998)
- Celebrity, regia di Woody Allen (1998)
- Il mio campione (A Cool, Dry Place), regia di John N. Smith (1998)
- Cherry, regia di Jon Glascoe e Joseph Pierson (1999)
- Red Dirt, regia di Tag Purvis (2000)
- Ball in the House, regia di Tanya Wexler (2001)
- Storytelling, regia di Todd Solondz (2001)
- Lonesome, regia di Elke Rosthal (2001)
- Mona Lisa Smile, regia di Mike Newell (2003)
- The Ring 2, regia di Hideo Nakata (2005)
- Prova a incastrarmi - Find Me Guilty (Find Me Guilty), regia di Sidney Lumet (2006)
- Onora il padre e la madre (Before the Devil Knows You're Dead), regia di Sidney Lumet (2007)
- Wrong Turn 2 - Senza via di uscita (Wrong Turn 2: Dead End), regia di Joe Lynch (2007)
- The Picture of Dorian Gray, regia di Duncan Roy (2007)
- Acts of Mercy, regia di Laura C. Lopez (2009)
- The Midnight Swim, regia di Sarah Adina Smith (2014)
- Verità sepolte (The Veil), regia di Phil Joanou (2016)
- Holidays, regia di vari (2016)
- The Irishman, regia di Martin Scorsese (2019)
- Ted Bundy - Confessioni di un serial killer (No Man of God), regia di Amber Sealey (2021)

### Televisione
- The Huntress – serie TV, episodio 1x01 (2000)
- Law & Order: Criminal Intent – serie TV, 2 episodi (2002-2009)
- I Soprano (The Sopranos) – serie TV, episodi 4x12-5x09 (2002-2004)
- Law & Order - I due volti della giustizia (Law & Order) – serie TV, episodio 14x5 (2003)
- Medium – serie TV, episodio 2x05 (2005)
- Senza traccia (Without a Trace) – serie TV, episodio 5x07 (2006)
- Boardwalk Empire - L'impero del crimine (Boardwalk Empire) – serie TV, 22 episodi (2010-2011)
- Elementary - serie TV, episodio 2x15 (2013)
- Halt and Catch Fire – serie TV, 10 episodi (2015)
- The Loudest Voice - Sesso e potere (The Loudest Voice), regia di Kari Skogland, Jeremy Podeswa, Stephen Frears e Scott Z. Burns – miniserie TV (2019)
- The Penguin, regia di Craig Zobel, Helen Shaver, Kevin Bray e Jennifer Getzinger – miniserie TV, puntate 2-4 (2024)

## Doppiatrici italiane
Nelle versioni in italiano delle opere in cui ha recitato, Aleksa Palladino è stata doppiata da:
- Laura Lenghi in Prova a incastrarmi - Find Me Guilty, Boardwalk Empire - L'impero del crimine
- Angela Brusa in Law & Order: Criminal Intent (episodio 1x13)
- Olivia Manescalchi in Law & Order: Criminal Intent (episodio 8x13)
- Giovanna Martinuzzi in Onora il padre e la madre
- Domitilla D'Amico in Wrong Turn 2 - Senza via di uscita
- Rachele Paolelli in Elementary
- Vanessa Giuliani in Halt and Catch Fire
- Michela Alborghetti in Unsolved
- Beatrice Caggiula in The Loudest Voice - Sesso e potere
- Francesca Fiorentini in The Irishman
- Elena Perino in The Penguin